# Nafeh (Zeitschrift)
Nāfeh (persisch نافه) ist eine iranische Literatur- und Kunst-Zeitschrift, die monatlich in Teheran erscheint. 
Die erste Ausgabe von Nāfeh wurde 1998 veröffentlicht. Die Zeitschrift wird von Nahid Tavasoli verwaltet;  Chefredakteur ist Mohammad Ghouchani.
Zur Redaktion von Nāfeh gehören  Journalisten, die zuvor bei iranischen Zeitschriften und Zeitungen wie Shahrvandemroz, Irāndokht, Etemādmelli und Schargh arbeiteten, die von der iranischen Justiz verboten wurden.

## Inhalt
Nāfeh veröffentlicht Rezensionen iranischer und ausländischer Bücher, Filme und Fernsehserien. Ein weiteres Thema ist die Bildende Kunst.
Die Zeitschrift gedenkt der Geburtstage und Todestage von Schriftstellern oder Künstlern. Ein weiterer Schwerpunkt sind Interviews  mit Schriftstellern, Dichtern, Künstlern und Regisseuren. Zu ihnen gehören Schriftsteller und Dichter wie Wiktor Jerofejew, Ahmad Schamlou, Orhan Pamuk und Mahmoud Dowlatabadi, Regisseure und Filmproduzenten wie Abbas Kiarostami und Asghar Farhadi sowie Komponisten und Sänger wie Mohammad Reza Lotfi.

## Anmerkung
1. ↑  Das Wort Nāfeh bezeichnet den Körperduft (Moschus) eines männlichen Moschustieres. Dichter der persischen Literatur beziehen sich mit dem Begriff Nāfeh auf den Duft des Geliebten.